# 二條良實
二條良實（建保4年—文永7年11月29日，1216年—1271年1月11日），通称為福光園關白（ふっこうえん かんぱく）日本鎌倉時代的公卿，九條道家之子，官位從一位、關白、左大臣。二條家的始祖兼第一代當主。
九條道家偏愛良實的弟弟一條實經，1246年二條良實在父親的壓力下辭去關白一職，成為太閣。1270年二條良實出家，隔年去世。

## 系譜
- 父：九條道家
- 母：西園寺掄子（西園寺公經之女）
- 子嗣：
- 二條師忠
- 二條兼基